# اردوی همایون
روزنامه اردوی همایون در سفر نخستین ناصرالدین شاه و همراهان به خراسان، اواخر سال ۱۲۸۳ و اوایل سال ۱۲۸۴ قمری انتشار یافت.